# Vroil
Vroil  là một xã thuộc tỉnh Marne trong vùng Grand Est đông nam nước Pháp. Xã này nằm ở khu vực có độ cao trung bình 150 mét trên mực nước biển.
Thị trấn nằm ở hữu ngạn sông Chée, sông chảy theo hướng tây nam qua phía đông nam thị trấn.